# Gooikse Pijl
La Gooikse Pijl (it.: Freccia di Gooik) è una corsa in linea maschile di ciclismo su strada che si svolge dal 2004 nei dintorni della località di Gooik, nella Provincia del Brabante Fiammingo, in Belgio. Dal 2012 è inserita nel calendario dell'UCI Europe Tour, inizialmente come prova di classe 1.2, poi, dal 2018, come prova di classe 1.1.

## Albo d'oro
Aggiornato all'edizione 2024.
| Anno | Vincitore             | Secondo                 | Terzo             |
| ---- | --------------------- | ----------------------- | ----------------- |
| 2004 | Renaud Boxus          | Iljo Keisse             | Davy Daniels      |
| 2005 | Jürgen Roelandts      | Jarno Van Mingeroet     | Pieter Duyck      |
| 2006 | Vytautas Kaupas       | Kevin Van der Slagmolen | Stijn Neirynck    |
| 2007 | Fabio Polazzi         | Mindaugas Striška       | Bert De Backer    |
| 2008 | Fréderique Robert     | Stijn Neirynck          | Kevin Peeters     |
| 2009 | Dieter Cappelle       | Jarl Salomein           | Evert Verbist     |
| 2010 | Eliot Lietaer         | Jonas Van Genechten     | Jarl Salomein     |
| 2011 | Benjamin Verraes      | Timothy Dupont          | Steve Schets      |
| 2012 | Ken Hanson            | Tino Thömel             | Antoine Demoitié  |
| 2013 | Vegard Robinson Bugge | Boris Dron              | Eliot Lietaer     |
| 2014 | Roy Jans              | Tom Van Asbroeck        | Laurens De Vreese |
| 2015 | Oliver Naesen         | Dries Van Gestel        | Krister Hagen     |
| 2016 | Aidis Kruopis         | Emiel Vermeulen         | Timothy Dupont    |
| 2017 | Kenny Dehaes          | Gerben Thijssen         | Emiel Vermeulen   |
| 2018 | Jordi Meeus           | Amund Grøndahl Jansen   | Martin Mortensen  |
| 2019 | Pascal Ackermann      | Alberto Dainese         | Timothy Dupont    |
| 2020 | Danny van Poppel      | Gerben Thijssen         | Arvid de Kleijn   |
| 2021 | Fabio Jakobsen        | Danny van Poppel        | Jordi Meeus       |
| 2022 | Gerben Thijssen       | Jasper Philipsen        | Max Kanter        |
| 2023 | Jasper Philipsen      | Olav Kooij              | Dylan Groenewegen |
| 2024 | Tim Merlier           | Jordi Meeus             | Olav Kooij        |

## Statistiche

### Vittorie per nazione
| Pos. | Nazione     | Vittorie |
| ---- | ----------- | -------- |
| 1    | Belgio      | 14       |
| 2    | Lituania    | 2        |
| 2    | Paesi Bassi | 2        |
| 4    | Germania    | 1        |
| 4    | Norvegia    | 1        |
| 4    | Stati Uniti | 1        |